# Еврісфен
Еврісфен, також Еврістен (дав.-гр. Εὐρυσθένης) — легендарний цар Лаконії з роду Гераклідів, який царював у XI столітті до Р. Х. Син Арістодема та Аргії, старший брат-близнюк Прокла. Родоначальник царського роду Агіадів.
За свідченням Геродота, незабаром після народження синів-близнюків, Еврістена і Прокла, Аристодем помер. Коли хлопчики підросли, то спартанці їх обох проголосили царями. Але хоча вони були братами, вони все життя ворогували між собою, і ця їхня ворожнеча тривала в їх потомстві.
Згідно Ефора, брати розділили Лаконію на шість частин і заснували міста. Спарту Геракліди зробили своєю столицею, в інші частини вони послали царів, дозволивши їм, в силу рідкісної населеності країни, приймати до себе всіх бажаючих іноземців. Сусідні племена знаходилися в підпорядкуванні у спартанців, але мали рівноправність, як і щодо прав громадянства, так і в сенсі посад. Називалися вони ілотами.